# USS Saratoga (CV-60)
«Саратога» — (англ. USS Saratoga (CV-60) — американський авіаносець типу «Форрестол». Шостий корабель, названий на честь битви під Саратогою.

## Історія створення
Авіаносець «Саратога» був закладений 16 грудня 1952 року на верфі ВМС США у Нью-Йорку під індексом CVB-60. 1 жовтня 1952 року перекласифікований в «ударний авіаносець» (англ. Attack Aircraft Carrier) з індексом CVA-60. Спущений на воду 8 жовтня 1955 року, включений до складу флоту 14 квітня 1956 року.

## Історія служби

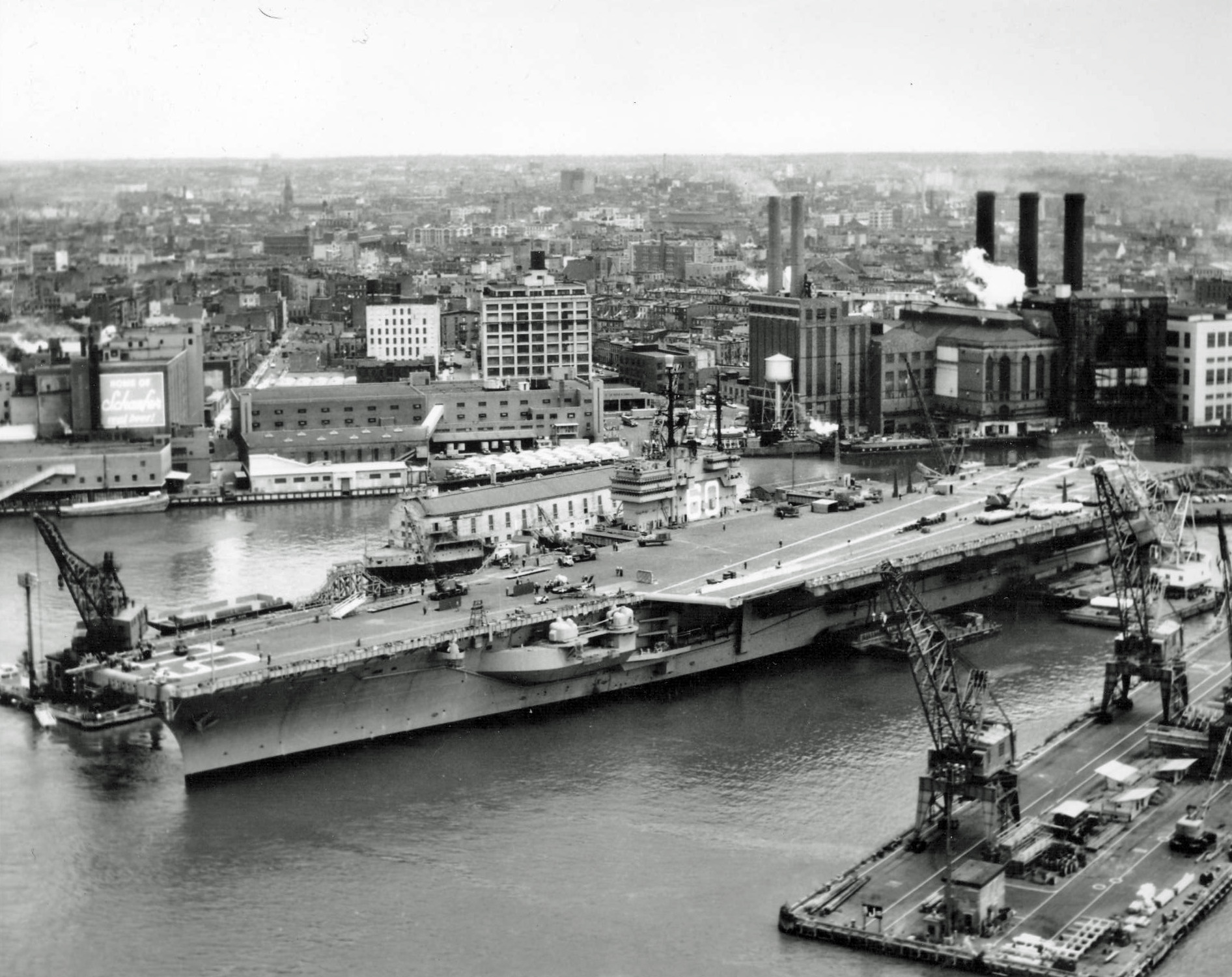
«Саратога» у травні 1956 року, через місяць після вступу у стрій

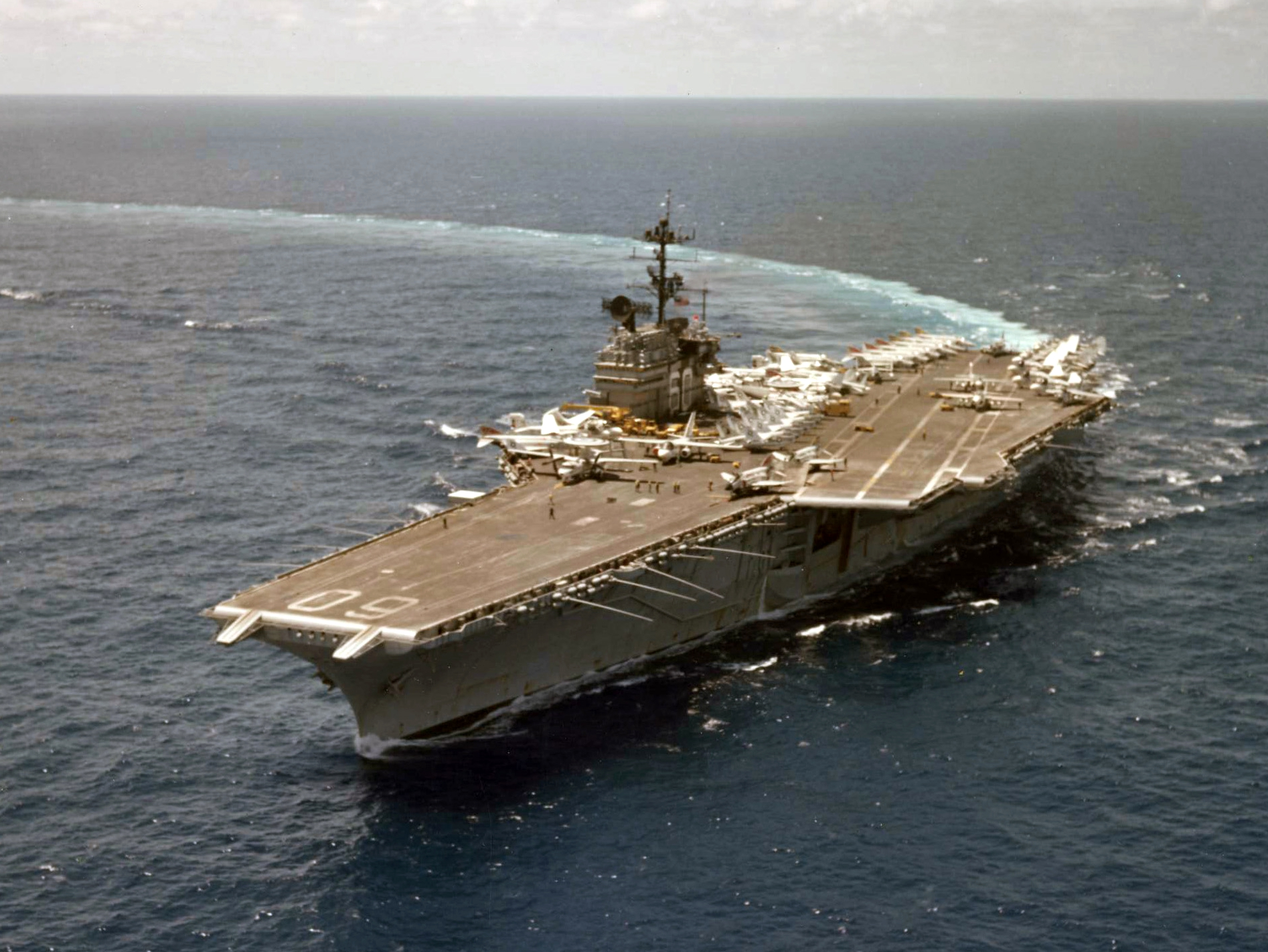
«Саратога» в Атлантиці, 1975 рік

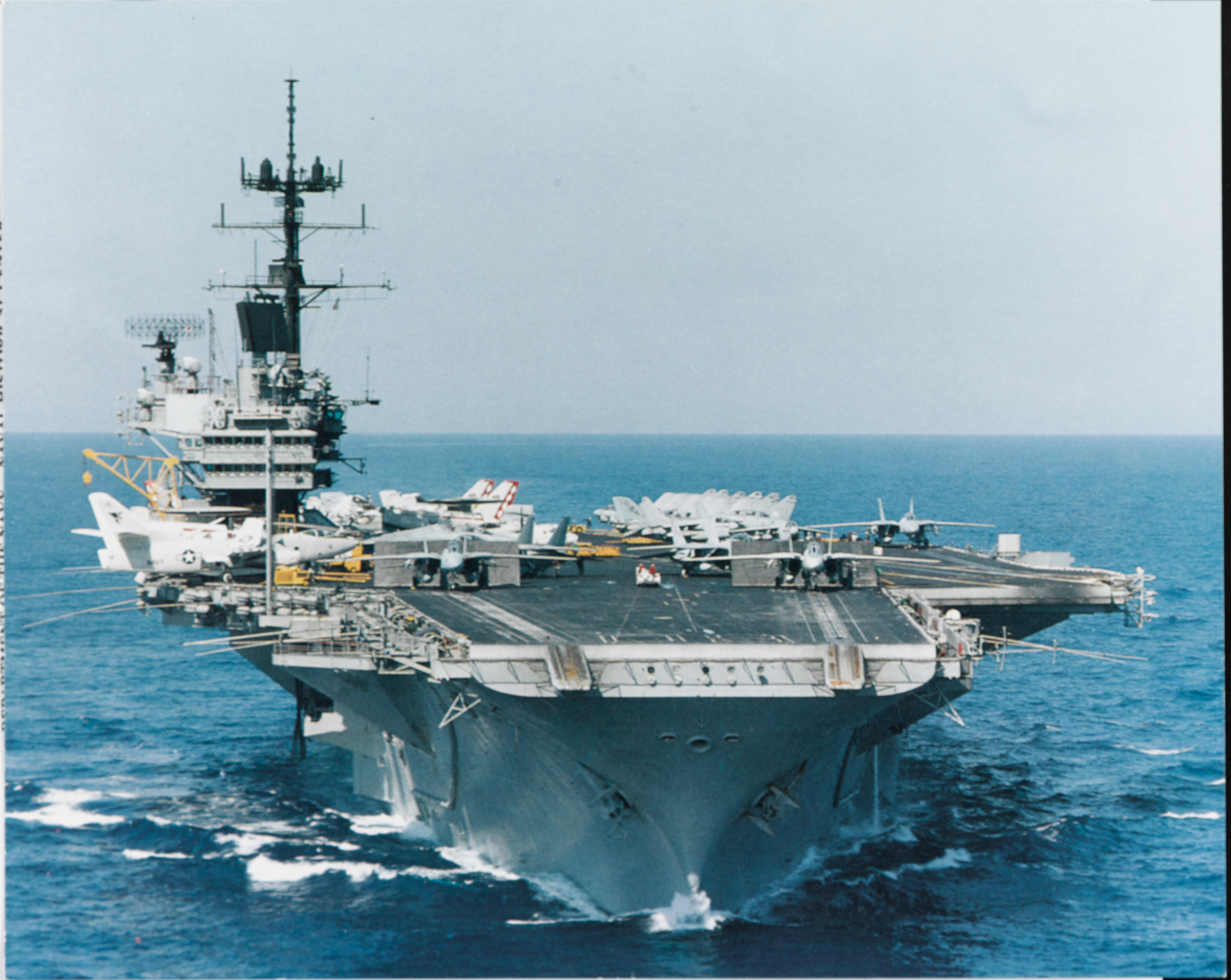
«Саратога» в Середземному морі, 1985 рік.
3 літаки F-14 на катапультах готові до зльоту

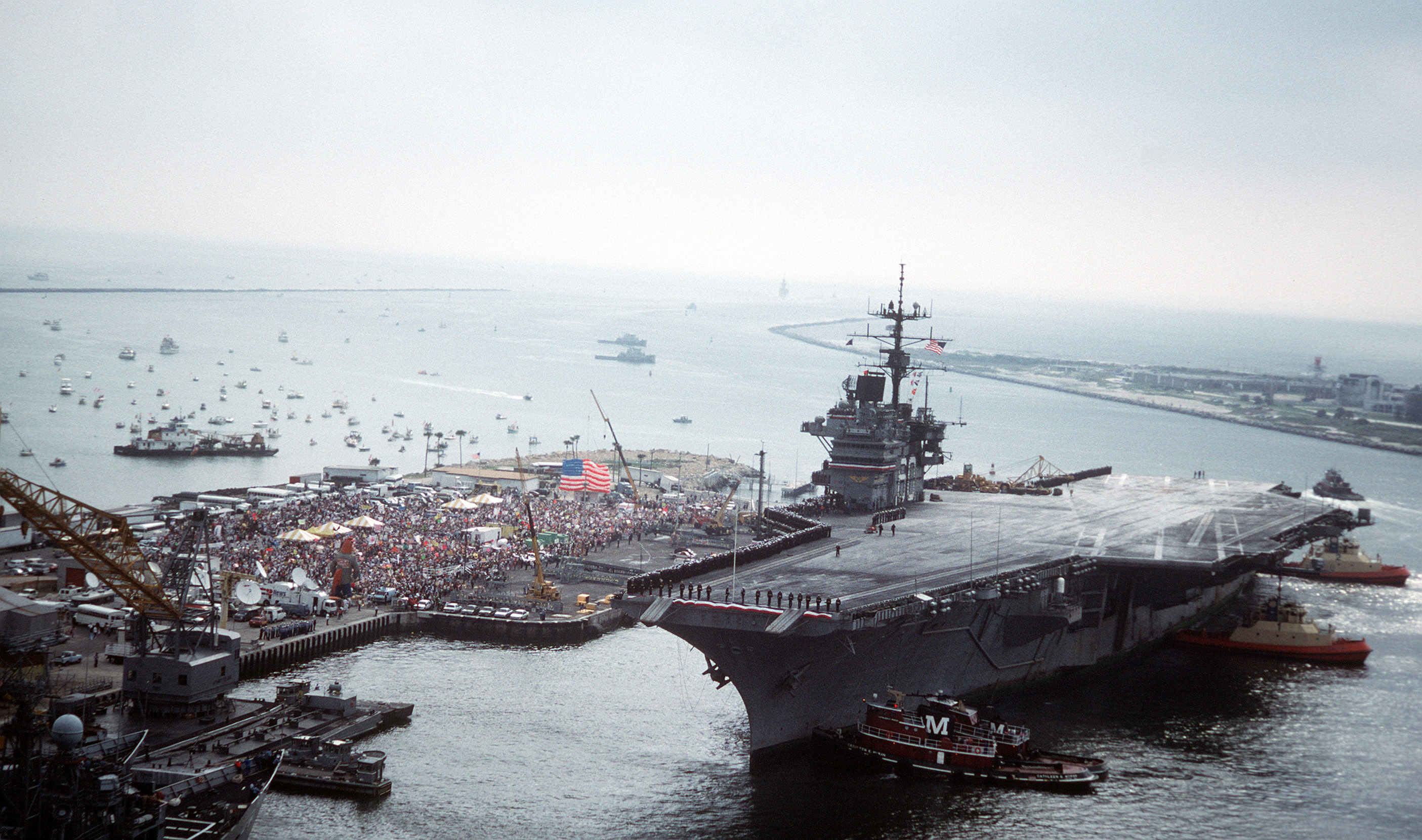
'«Саратога» повернувся після «Бурі в пустелі»

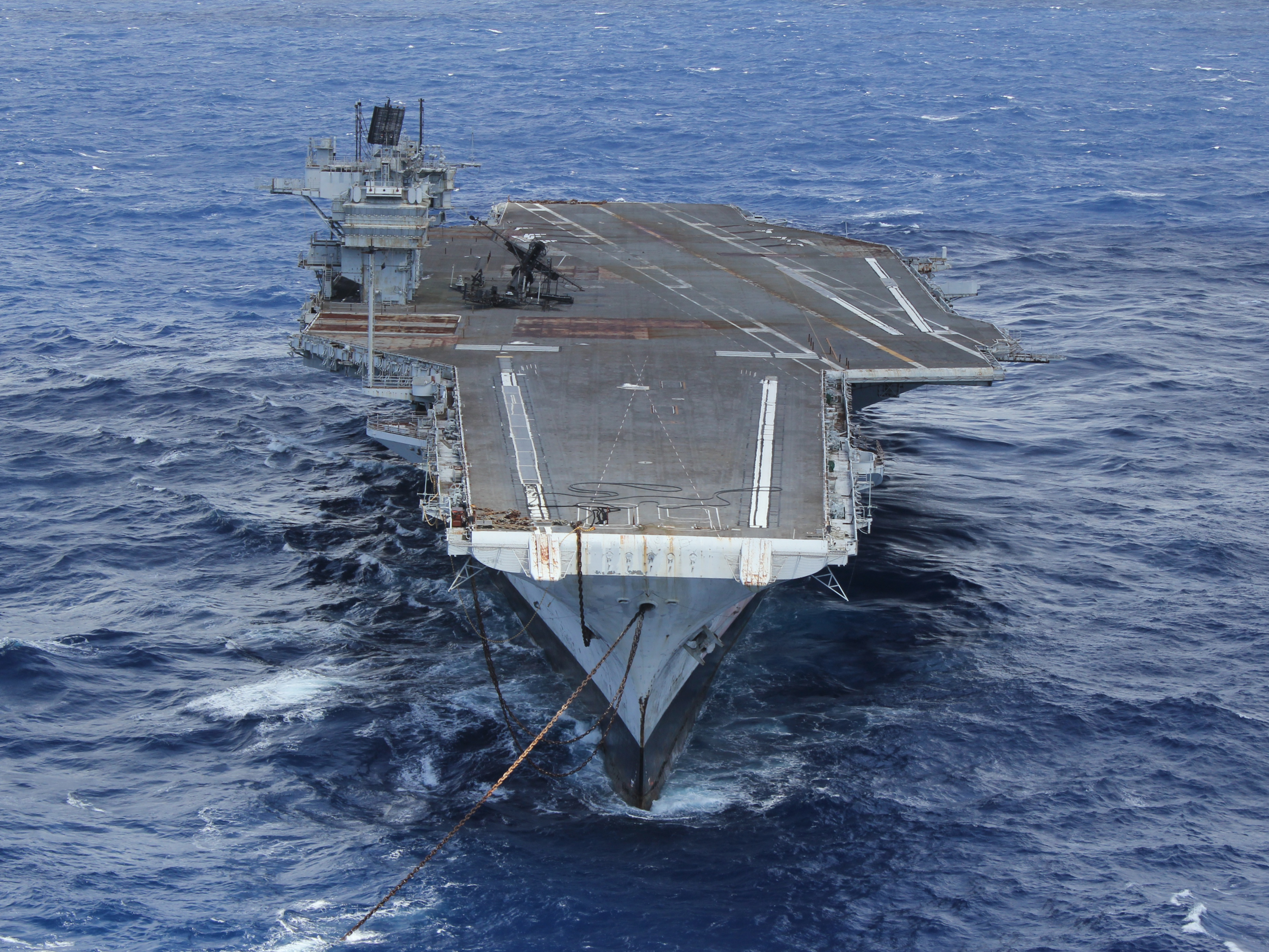
Буксирування «Саратоги» на утилізацію, серпень 2014 року

### 1950-1960-ті роки
Після вступу у стрій авіаносець був включений до складу Атлантичного флоту. У 1958—1962 роках здійснив 4 походи у Середземне море. В одному з них 23 січня 1961 року постраждав від пожежі в машинно-котельному відділенні (загинуло 7 чоловік, поранено 23). Під час Карибської кризи ніс патрульну службу в Атлантиці (грудень 1962 року).
У 1963—1971 роках здійснив ще 7 походів у Середземне море. У 1964 році, перебуваючи у Середземному морі, отримав серйозні пошкодження внаслідок аварії літака.
У 1968 році пройшов ремонт та модернізацію у Філадельфії.

### 1970-ті роки
У 1970 році разом з авіаносцями «Індепенденс» та «Джон Кеннеді» діяв у Східному Середземномор'ї під час політичної кризи Йорданії.
30 червня 1972 року авіаносець був перекласифікований у CV-60. Обігнувши мис Горн, перейшов на Тихий океан та взяв участь у війні у В'єтнамі (11.04.1972-13.02.1973). Авіагрупа з «Саратоги» здійснила 15 000 бойових вильотів. У жовтні 1972 року під час стоянки в Сінгапурі корабель постраждав від пожежі в машинно-котельному відділенні, внаслідок якої 3 чоловіки загинуло, 12 були поранені.
У 1974 році авіаносець повернувся у Середземне море, де у січні того ж року діяв поблизу берегів Кіпру. Повернувся у США, де пройшов ремонт та переобладнання: були демонтовані артилерійські установки, замість них були встановлені ЗРК RIM-7 Sea Sparrow.
Після ремонту авіаносець повернувся у Середземне море, де ніс патрульну службу під час ліванської кризи 1976 року.

### 1980-ті роки
В період з 1 жовтня 1980 року по 3 лютого 1983 року «Саратога» пройшов у Філадельфії капітальну модернізацію за програмою SLEP, після чого знову повернувся у Середземне море.
10 жовтня 1985 року винищувачі F-14 з «Саратоги» перехопили в повітрі єгипетський пасажирський літак «Боїнг 737», захоплений терористами, та змусили його здійснити посадку на аеродромі на острові Сицилія.
24 березня 1986 року літаки A-6E з авіагрупи «Саратоги» потопили лівійський ракетний катер «Вахід», пошкоджений раніше штурмовиками з «Америки». 25 березня літаки А-6Е за допомогою ракет «Гарпун» потопили другий лівійський корабель — корвет «Еан Загут».
У 1988 році авіаносець пройшов модернізацію у Норфолку.

### 1990-ті роки

#### Буря в пустелі
7 серпня 1990 року, після вторгнення іракських військ в Кувейт «Саратога» був відправлений зі США у Перську затоку з авіагрупою CVW-17. Там він брав участь в операції «Буря в пустелі». Літаки з «Саратоги» здійснювали інтенсивні бомбардування іракських позицій (зокрема, вони скинули більше 100 454-кг бомб), збили у повітрі два іракських винищувачі МіГ-21.
Власні втрати склали 3 літаки:
- F18-C з аерогрупи VFA-81 — збитий ЗКР 17 січня 1991 року;
- A-6 з аерогрупи VA-35 — збитий 18 січня 1991 року;
- F-14 з аерогрупи VF-103 — збитий ЗКР 21 січня 1991 року.

#### Війна в Югославії
24 липня 1994 року «Саратога» першим з американських авіаносців прибув в Адріатичне море. З 1 лютого 1994 року брав участь в бойових діях проти Югославії, завдавав бомбових ударів по позиціях сербів у Боснії. 28 квітня 1994 року внаслідок аварії був втрачений один винищувач F-18A.

### Завершення служби
За весь період служби авіаносець «Саратога» здійснив 22 походи в Середземне море. 20 серпня 1994 року виключений з бойового складу флоту. Протягом 1994—1995 років громадськість намагалась перетворити «Саратогу» на корабель-музей, проте потрібної суми на реконструкцію зібрати не вдалось, і у 2014 році авіаносець був утилізований.